# Lambertuskapelle (Aying)

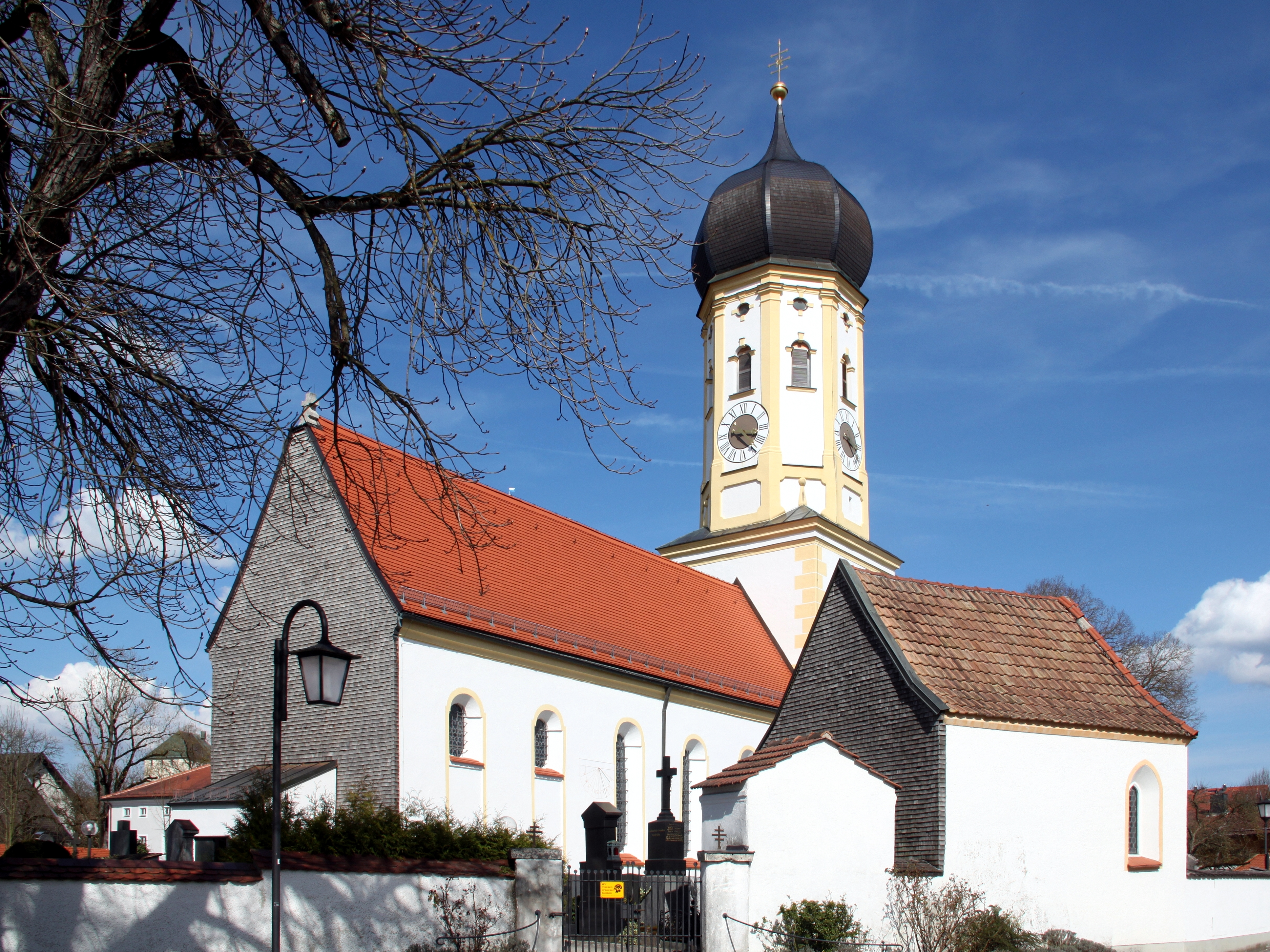
Lambertuskapelle in Aying (rechts), im Hintergrund die Pfarrkirche St. Andreas

Die katholische Lambertuskapelle in Aying, einer Gemeinde im oberbayerischen Landkreis München, wurde um 1500 errichtet. Die dem heiligen Lantpert von Freising geweihte Kapelle am Rande des Friedhofs ist ein geschütztes Baudenkmal.
Der kleine Putzbau südlich der Pfarrkirche St. Andreas besitzt einen dreiseitigen Schluss. Seit 1923 ist das Bauwerk eine Kriegergedächtniskapelle.
Im Altar aus der Mitte des 17. Jahrhunderts befindet sich ein Gemälde der Pietà.